# Onthophagus probus
Onthophagus probus là một loài bọ cánh cứng trong họ Bọ hung (Scarabaeidae).